# Lynge Sogn (Allerød Kommune)
 For alternative betydninger, se Lynge Sogn. (Se også artikler, som begynder med Lynge Sogn)
Lynge Sogn er et sogn i Hillerød Provsti (Helsingør Stift).
I 1800-tallet var Uggeløse Sogn anneks til Lynge Sogn. Begge sogne hørte til Lynge-Frederiksborg Herred i Frederiksborg Amt. Lynge-Uggeløse sognekommune blev ved kommunalreformen i 1970 indlemmet i Allerød Kommune.
I Lynge Sogn ligger Lynge Kirke.
I sognet findes følgende autoriserede stednavne:
- Kollerød (bebyggelse)
- Kollerød By (bebyggelse, ejerlav)
- Lundebakkegård (landbrugsejendom)
- Lynge (bebyggelse)
- Lynge By (bebyggelse, ejerlav)
- Røgle (bebyggelse)
- Solevad (bebyggelse)
- Vrålyng (bebyggelse)